# Prima ascensione
Nell'alpinismo o nell'arrampicata si indica con prima ascensione la prima spedizione che raggiunge la vetta di una montagna oppure che descrive una via nuova di salita. In quest'ultimo caso si parla di apertura di una via.

## Storia
Nella storia dell'alpinismo, a partire dalla prima ascensione alla vetta del monte Bianco avvenuta l'8 agosto 1786, hanno avuto particolare importanza le prime ascensioni delle principali vette delle Alpi. Queste prime ascensioni avvennero principalmente dall'inizio del XIX secolo e fino alla storica prima ascensione del Cervino avvenuta il 14 luglio 1865. Particolare importanza ebbero anche le prime ascensioni dei 14 ottomila, effettuate tra gli anni cinquanta e sessanta del XX secolo.

## Descrizione
Vengono recensite le prime ascensioni delle varie montagne perché esse sono assimilate a delle vere esplorazioni, perché sovente comportano dei rischi e perché rappresentano un contributo importante per l'alpinista, o gli alpinisti che la effettuano. Si parla anche di prima ascensione quando viene aperta una via nuova per raggiungere la vetta.
La prima ascensione è generalmente ricordata nella descrizione di una montagna o di un sito di arrampicata. Vengono generalmente distinte le prime ascensioni in solitaria, le prime ascensioni invernali, le prime ascensioni invernali in solitaria, le prime ascensioni femminili, le prime ascensioni femminili in solitaria e le prime ascensioni femminili invernali in solitaria. Inoltre, per gli ottomila o comunque le vette himalayane, si parla anche sovente di prima ascensione senza ossigeno e di prima ascensione in stile alpino.

### Elenco di celebri ascensioni
- 8 agosto 1786: prima ascensione del Monte Bianco, la vetta più alta d'Europa, ad opera degli alpinisti savoiardi Jacques Balmat e Michel Gabriel Paccard
- 27 agosto 1820: prima ascensione dello Zugspitze, la montagna più elevata della Germania, ad opera dell'ufficiale Josef Naus
- 15 febbraio 1840: prima ascensione del Monte Kosciuszko, la vetta più alta dell'Australia, ad opera dell'alpinista polacco Paweł Edmund Strzelecki
- 6 ottobre 1889: prima ascensione del Kilimangiaro, il monte più alto del continente africano, ad opera del tedesco Hans Meyer e dell'austriaco Ludwig Purtscheller
- 14 gennaio 1897: prima ascensione dell'Aconcagua, il monte più alto del continente americano, ad opera dell'alpinista svizzero Matthias Zurbriggen
- 7 giugno 1913: prima ascensione del Monte McKinley, la montagna più alta del continente nordamericano, ad opera dell'alpinista inglese Hudson Stuck
- 2 agosto 1913: prima ascensione del Monte Olimpo, il monte più alto della Grecia, ad opera del greco Christos Kakkalos e degli svizzeri Frederic Boissonas e Daniel Baud -bovy
- 29 maggio 1953: prima ascensione dell'Everest, la vetta più alta della Terra, ad opera dell'alpinista neozelandese Edmund Hillary e dello sherpa nepalese Tenzing Norgay
- 31 luglio 1954: prima ascensione del K2 (Spedizione al K2 del 1954), la seconda montagna più alta della Terra, per opera della spedizione italiana guidata da Ardito Desio
- 13 febbraio 1962: prima ascensione del Puncak Jaya, la cima più alta dell'Oceania, ad opera dell'alpinista austriaco Heinrich Harrer
- 17 dicembre 1966: prima ascensione del Monte Vinson, la montagna più alta dell'Antartide, ad opera dell'alpinista statunitense Nicholas Clinch

- Nota: il Monte Kosciuszko, la vetta più alta dell'Australia, venne chiamata così in onore all'eroe nazionale polacco Tadeusz Kościuszko.